# Gosbert (Vorname)
Gosbert ist ein deutscher männlicher Vorname.
Der Name kommt aus dem Althochdeutschen und setzt sich zusammen aus gōʐ „Gote“ und beraht „glänzend“ und bedeutet somit in etwa „glänzender Gote“.

## Namensträger

### Historische Zeit
- Gosbert, ostfränkischer Herzog im 7. Jahrhundert

### Vorname
- Gosbert Adler (* 1956), deutscher Fotograf
- Gosbert Dölger (* 1950), deutscher Polizeibeamter
- Gosbert Müller (1934–2024), deutscher Kriminalbeamter
- Gosbert Schüßler (1947–2014), deutscher Kunsthistoriker